# David Carradine
John Arthur Carradine, més conegut com a David Carradine (Hollywood, 8 de desembre de 1936 - Bangkok, 3 de juny de 2009) fou un actor de cinema estatunidenc, destacat pel seu treball a la sèrie Kung fu i més recentment a la pel·lícula Kill Bill.
Carradine va néixer el 8 de desembre de 1936 a la localitat californiana de Hollywood, sent fill de l'actor John Carradine i germanastre de Keith Carradine i Robert Carradine. Va començar la seva carrera cinematogràfica l'any 1964 en el western Taggart.
No va aconseguir brillar en la seva carrera com a actor, ja que va quedar encasellat pel seu personatge a la sèrie televisiva Kung fu (entre 1972 i 1975), interpretant al monjo xaolin sinoamericà Kwai Chang Caine. Aquest personatge havia de ser interpretat originalment per Bruce Lee, però al final el paper es va adjudicar a Carradine perquè Lee tenia trets massa asiàtics.
El 4 de juny de 2009, va ser trobat mort en una habitació de l'hotel Park Nai Lert a Bangkok (Tailàndia). Encara que els mitjans locals inicialment van informar que Carradine s'havia suïcidat penjant-se al servei de l'habitació del seu hotel, més tard el seu agent va afirmar que la mort de l'actor s'hauria produït per causes naturals. Informacions posteriors indiquen que la mort no va ser per causes naturals ni tampoc un suïcidi, sinó una mort accidental per asfíxia autoinfligida amb la finalitat d'augmentar la seva estimulació sexual durant una masturbació.

## Filmografia
| Pel·lícula | Pel·lícula                                                 | Pel·lícula                                   | Pel·lícula                                                                                                  |
| Any        | Pel·lícula                                                 | Paper                                        | Notes |
| ---------- | ---------------------------------------------------------- | -------------------------------------------- | --- |
| 1965       | Taggart                                                    | Cal Dodge                                    | |
| 1966       | Too Many Thieves                                           | Felix                                        | |
| 1967       | The Violent Ones                                           | Lucas Barnes                                 | |
| 1969       | Heaven with a Gun                                          | Coke Beck                                    | Amb Barbara Hershey                                                                                         |
| 1969       | El jove Billy Young (Young Billy Young)                    | Jesse Boone                                  | |
| 1969       | The Good Guys and the Bad Guys                             | Waco                                         | Amb John Carradine                                                                                          |
| 1970       | The McMasters                                              | White Feather                                | |
| 1970       | Macho Callahan                                             | David Mountford                              | |
| 1972       | Boxcar Bertha                                              | 'Big' Bill Shelly                            | Amb John Carradine i Barbara Hershey                                                                        |
| 1973       | The Long Goodbye                                           | Dave / Socrates — Marlowe's Cellmate         | no surt als crèdits                                                                                         |
| 1973       | Mean Streets                                               | Drunk                                        | |
| 1975       | La cursa de la mort (Death Race 2000)                      | Frankenstein                                 | |
| 1975       | You and Me                                                 | Zeto                                         | Director Amb Keith Carradine i Robert Carradine Amb Barbara Hershey                                         |
| 1976       | Cannonball                                                 | Coy 'Cannonball' Buckman                     | Amb Robert Carradine                                                                                        |
| 1976       | Camí a la glòria (Bound for Glory)                         | Woody Guthrie                                | Nominada — Globus d'Or al millor actor dramàtic                                                             |
| 1977       | The Serpent's Egg                                          | Abel Rosenberg                               | |
| 1977       | Thunder and Lightning                                      | Harley Thomas                                | |
| 1978       | Deathsport                                                 | Kaz Oshay                                    | |
| 1978       | Circle of Iron                                             | The Blind Man / Monkeyman / Death / Changsha | |
| 1978       | Gray Lady Down                                             | capità Gates                                 | |
| 1980       | The Long Riders                                            | Cole Younger                                 | Amb Keith Carradine i Robert Carradine                                                                      |
| 1980       | Cloud Dancer                                               | Charlie Swattle                              | |
| 1982       | Q                                                          | Detectiu Shepard                             | també conegut com Q: The Winged Serpent, Serpent i The Winged Serpent                                       |
| 1982       | Trick Or Treats                                            | Richard                                      | |
| 1982       | Safari 3000                                                | Eddie Mills                                  | |
| 1983       | McQuade, el llop solitari (Lone Wolf McQuade)              | Rawley Wilkes                                | |
| 1983       | Americana                                                  | soldat americà                               | Director Amb Bruce Carradine i Barbara Hershey                                                              |
| 1984       | The Warrior and the Sorceress                              | Kain                                         | |
| 1984       | Downstream                                                 | Bryant                                       | |
| 1986       | P.O.W. The Escape                                          | Coronel James Cooper                         | També conegut com Behind the Enemy Lines i Attack Force 'Nam                                                |
| 1986       | Armed Response                                             | Jim Roth                                     | |
| 1988       | Tropical Snow                                              | Oskar                                        | |
| 1989       | Night Children                                             | Max                                          | |
| 1989       | Sonny Boy                                                  | Pearl                                        | |
| 1990       | Sundown: The Vampire in Retreat                            | Jozek Mardulak / Conte Dràcula               | |
| 1990       | Bird on a Wire                                             | Sorenson                                     | |
| 1991       | Karate Cop                                                 | Dad                                          | |
| 1991       | Martial Law                                                | Dalton Rhodes                                | |
| 1992       | Evil Toons                                                 | Gideon Fisk                                  | |
| 1992       | Roadside Prophets                                          | Othello                                      | |
| 1992       | Waxwork II: Lost in Time                                   | The Beggar                                   | |
| 1998       | Children of the Corn V: Fields of Terror                   | Luke Enright                                 | |
| 1998       | An American Tail: The Treasure of Manhattan Island         | Cap Wulisso                                  | Només veu                                                                                                   |
| 1998       | Els nous robinsons suïssos (The New Swiss Family Robinson) | Sheldon Blake                                | |
| 1999       | American Reel                                              | James Lee Springer                           | |
| 2000       | Down 'n Dirty                                              | Gil Garner                                   | |
| 2002       | Balto II: Wolf Quest                                       | Nava the Wolf Shaman                         | Només veu                                                                                                   |
| 2003       | Kill Bill: Vol. 1                                          | Bill                                         | |
| 2004       | Kill Bill: Volume 2                                        | Bill                                         | Nominada — Globus d'Or al millor actor secundari                                                            |
| 2004       | Hair High                                                  | Mr. Snerz                                    | Només veu                                                                                                   |
| 2004       | Dead & Breakfast                                           | Mr. Wise                                     | |
| 2005       | Justícia i venjança (Brothers in Arms)                     | Driscoll                                     | |
| 2006       | The Last Sect                                              | Van Helsing                                  | |
| 2007       | Homo Erectus                                               | Mookoo                                       | |
| 2007       | Epic Movie                                                 | The Curator                                  | |
| 2007       | Fall Down Dead                                             | Wade                                         | |
| 2007       | Camille                                                    | Cowboy Bob                                   | |
| 2007       | How to Rob a Bank                                          | Nick                                         | |
| 2007       | Fuego                                                      | Lobo                                         | |
| 2007       | Max Havoc: Curse of the Dragon                             | Grand Master                                 | |
| 2008       | Big Stan                                                   | The Master                                   | |
| 2008       | Ricard III                                                 | Henry Stafford, 2n Duc de Buckingham         | |
| 2008       | Hell Ride                                                  | The Deuce                                    | |
| 2008       | Last Hour                                                  | Detectiu Mike Stone                          | |
| 2008       | Death Race                                                 | Frankenstein (veu)                           | |
| 2008       | My Suicide                                                 | Vargas                                       | |
| 2008       | Kung Fu Killer                                             | Crane                                        | Telefilm |
| 2008       | Kandisha                                                   | The American                                 | |
| 2008       | The Golden Boys                                            | capità Zeb                                   | |
| 2009       | Absolute Evil                                              | Raf McCane                                   | |
| 2009       | Crank: High Voltage                                        | Poon Dong                                    | |
| 2009       | Road of No Return                                          | Mr. Hover                                    | |
| 2009       | The Rain                                                   | Clive Jonis                                  | |
| 2009       | Bad Cop                                                    | Detectiu Humes                               | |
| 2009       | All Hell Broke Loose                                       | Ian McHenry                                  | |
| 2010       | True Legend                                                | Anton                                        | |
| 2010       | Autumn                                                     | Phillip                                      | |
| 2010       | Money to Burn                                              | Klau                                         | |
| 2010       | Detention                                                  | Principal Hoskins                            | |
| 2011       | Stretch                                                    | Devon Saymout                                | Últim paper. David Morris el va reemplaçar en el paper a les darreres escenes de la pel·lícula.             |
| Televisió  |                                                            |                                              | |
| Any        | Títol                                                      | Paper                                        | Notes |
| 1963       | East Side/West Side                                        | Hal Sewoski                                  | 1 episodi                                                                                                   |
| 1964       | The Virginian                                              | The Utah Kid                                 | 1 episodi                                                                                                   |
| 1965       | Bob Hope Presents the Chrysler Theatre                     | Fitzhugh                                     | 1 episodi                                                                                                   |
| 1966       | Arrels profundes (Shane)                                   | Shane                                        | 16 episodis                                                                                                 |
| 1967       | Cimarron Strip                                             | Gene Gauge                                   | 1 episodi "The Hunted"                                                                                      |
| 1967       | Johnny Belinda                                             | Locky                                        | Telefilm |
| 1970       | The Name of the Game                                       | Jason                                        | 1 episodi                                                                                                   |
| 1971       | Gunsmoke                                                   | Clint                                        | 1 episodi                                                                                                   |
| 1971       | Night Gallery                                              | Gideon                                       | 1 episodi                                                                                                   |
| 1968–1971  | Ironside                                                   | Frank Carson, Luke Roberts, Pogo Reems       | 3 episodis                                                                                                  |
| 1972–1975  | Kung Fu                                                    | Kwai Chang Caine                             | Nominat — Premi Emmy al millor actor en una sèrie dramàtica Nominada — Globus d'Or al millor actor dramàtic |
| 1975       | The Family Holvak                                          | Craw                                         | 2 episodis                                                                                                  |
| 1979       | Mr. Horn                                                   | Tom Horn                                     | Telefilm |
| 1980       | Gauguin the Savage                                         | Paul Gauguin                                 | Telefilm |
| 1980       | High Noon, Part II: The Return of Will Kane                | Ben Irons                                    | Telefilm |
| 1981       | Darkroom                                                   | Biker/Hitchhiker                             | 1 episodi                                                                                                   |
| 1983       | The Fall Guy                                               | Pat Patterson                                | 1 episodi                                                                                                   |
| 1984       | Airwolf                                                    | Dr. Robert Winchester                        | 1 episodi                                                                                                   |
| 1984       | Partners in Crime                                          | Hermanski                                    | 1 episodi                                                                                                   |
| 1984       | The Fall Guy                                               | Caretaker                                    | 1 episodi "October the 31st" amb John Carradine, Keith Carradine i Robert Carradine                         |
| 1984       | Jealousy                                                   | Bobby Dee                                    | Telefilm |
| 1985       | North and South                                            | Justin LaMotte                               | Miniseries Nominat — Globus d'Or al millor actor secundari – Series, Miniseries o Telefilm                  |
| 1986       | Kung Fu: The Movie                                         | Kwai Chang Caine                             | Telefilm |
| 1987       | Six Against the Rock                                       | Bernard "Bernie" Paul Coy                    | Telefilm |
| 1987       | Night Heat                                                 | Theodore Telford                             | 1 episodi                                                                                                   |
| 1988       | I Saw What You Did                                         | Stephen                                      | Telefilm |
| 1990       | The Young Riders                                           | The Buzzard Eater                            | 1 episodi                                                                                                   |
| 1991       | The Gambler Returns: The Luck of the Draw                  | Kwai Chang Caine                             | Telefilm |
| 1993–1997  | Kung Fu: The Legend Continues                              | Kwai Chang Caine                             | 88 episodis                                                                                                 |
| 1997       | Last Stand at Saber River                                  | Duane Kidston                                | Telefilm Amb Keith Carradine                                                                                |
| 1999       | Charmed                                                    | Tempus                                       | 1 episodi                                                                                                   |
| 2001       | Queen of Swords                                            | El Serpiente                                 | 2 episodis                                                                                                  |
| 2001       | Warden of Red Rock                                         | Mike Sullivan                                | Telefilm |
| 2001       | Lizzie McGuire                                             | ell mateix                                   | 1 episodi "Between a Rock and a Bra Place"                                                                  |
| 2001       | Jackie Chan Adventures                                     | Lo Pei                                       | 1 episodi "The Warrior Incarnate"                                                                           |
| 2002       | The Outsider                                               | Haines                                       | Telefilm |
| 2002       | King of the Hill                                           | Junichiro Hill (veu)                         | 2 episodis                                                                                                  |
| 2003–2004  | Alias                                                      | Conrad                                       | 2 episodis                                                                                                  |
| 2003–2005  | Wild West Tech                                             | Convidat                                     | 21 episodis (temporada 2 i 3)                                                                               |
| 2005–2006  | Danny Phantom                                              | Clockwork (veu)                              | 2 episodis                                                                                                  |
| 2006       | Medium                                                     | Jessica's Brother                            | 1 episodi                                                                                                   |
| 2007       | In Case of Emergency                                       | Guru Danny                                   | 1 episodi                                                                                                   |
| 2008       | Son of the Dragon                                          | Bird                                         | Miniseries                                                                                                  |
| 2009       | Mental                                                     | Gideon Graham                                | 1 episodi                                                                                                   |
| 2009       | Celebrity Ghost Stories                                    | ell mateix                                   | 1 episodi                                                                                                   |
| 2010       | Dinocroc vs. Supergator                                    | Jason Drake                                  | Telefilm |